# Arnaldo d'Astorga
Arnaldo d'Astorga fou bisbe d'Astorga entre 1144 i 1152. Se li atribueix la Chronica Adefonsi Imperatoris, un panegíric en prosa i vers dedicat al regnat d'Alfons VII de Castella.